# Jamie Herrell
Jamie del Rosario Herrell (Glendora, 12 luglio 1994) è una modella filippina di origini statunitensi, incoronata Miss Terra 2014.
È la seconda filippina ad essere eletta Miss Terra, dopo Karla Henry (2008).

## Biografia
Nasce a Glendora, un comune (city) della contea di Los Angeles, figlia dello statunitense James Edward Herrell (1934-2013) e della filippina Mary Snow "Snowie" del Rosario (1960): il padre è originario della città di Seattle, mentre la madre è una cebuana di Medellin.
Dopo aver passato la propria infanzia negli Stati Uniti, si trasferisce con la madre a Cebu. Qui frequenta comunicazione di massa presso l'Università di San José-Recoletos, prima di interrompere il proprio percorso per studiare recitazione all'International Academy of Film and Television, sempre nella medesima città. Successivamente alterna alla professione di istruttrice di danza quello di attrice e modella per spot televisivi.
All'età di 19 anni viene convinta ad entrare nel mondo dei concorsi di bellezza. Nel 2013 prende parte al concorso Miss Resorts World Manila, dove però non è classificata. La giovane di Glendora ha comunque modo di rifarsi conquistando altri titoli minori nel corso dell'annata, quali il riconoscimento di Regina del Sinulog Festival, Miss MegaCebu e Reyna ng Aliwan 2013.
L'11 maggio 2014 è tra le partecipanti della 14ª edizione di Miss Terra Filippine, svoltasi all'SM Mall of Asia di Pasay, dove è incoronata vincitrice dalla reginetta uscente Angelee delos Reyes. Ciò le consente di essere scelta per rappresentare il proprio paese al concorso di Miss Terra.
Il 29 novembre seguente viene eletta Miss Terra 2014, incoronata dalla vincitrice uscente Alyz Henrich (dal Venezuela). Si tratta del secondo successo filippino in tale competizione, dopo quello di Karla Henry nel 2008.